# Брамбилла, Мариетта
Мариетта (Мария Тереза Ребекка) Брамбилла (итал. Marietta (Maria Teresa Rebecca) Brambilla; 1807—1875) — итальянская оперная певица (контральто), музыкальный педагог и композитор (писала вокализы, романсы и пр.).

## Биография
Мариетта Брамбилла родилась 6 июня 1807 года в местечке Кассано-д’Адда в Северной Италии в семье итальянского композитора Паоло Брамбилла (1787—1838). 

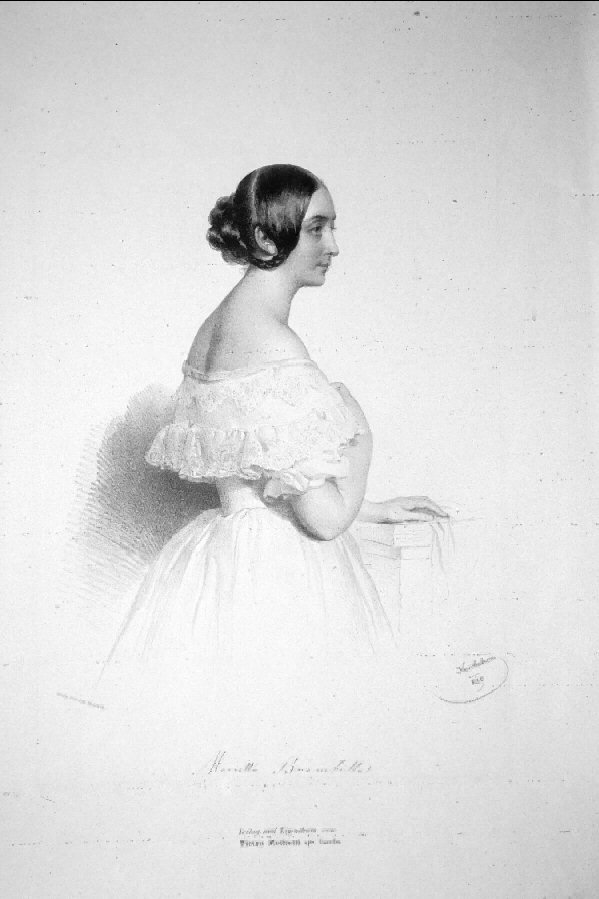
М. Брамбилла, 1839 год

Все её сёстры пошли по стопам отца и тоже посвятили жизнь сцене, став певицами: Джузеппина (1807—1875; сопрано, супруга певца-тенора Коррадо Миральи), Анетта (1812–?; сопрано), Тереза (1813—1895; сопрано) и Лауретта (1823–1881; сопрано), но Мариэтта пользовалась особою известностью. Согласно «РБСП», она «была прекрасной певицей музыкантом: пение ее, одухотворенное истинным талантом, отличалось глубокою выразительностью и неподдельным чувством».
Первые уроки музыки Мариетта Брамбилла получила под руководством отца, а затем успешно окончила Миланскую консерваторию. В 1827 году М. Брамбилла с большим успехом дебютировала на сцене His Majesty’s Theatre в Лондоне в роли Арзака в опере «Семирамида» Джоаккино Россини (в «Русском биографическом словаре» говорится, что «Впервые Брамбилла выступила в Новарре в 1828 году...»; вероятно имелось ввиду первое выступление в Италии, но в «РБС» это не уточняется. С этого времени она с триумфом пела на всех лучших сценах Италии.
В течение четырёх лет Мариетта Брамбилла пела на Венской сцене, с успехом выступала в Париже и Лондоне (1844—1845), гастролировала в Одессе, в качестве певицы итальянской оперы.
Оставив сценическую службу, Брамбилла занялась преподаванием пения и считалась замечательным профессором. Ей принадлежит немало трудов о способах преподавания пения. Кроме того, она сочиняла также арии для фортепьяно и вокала.
Мариетта Мария Тереза Ребекка Брамбилла скончалась 6 ноября 1875 года в городе Милане.
Её племянница Терезина (1845—1921) тоже стала оперной певицей и супругой композитора Амилькаре Понкьелли.